# Chevrolet Vega
Pour les articles homonymes, voir Vega (homonymie).

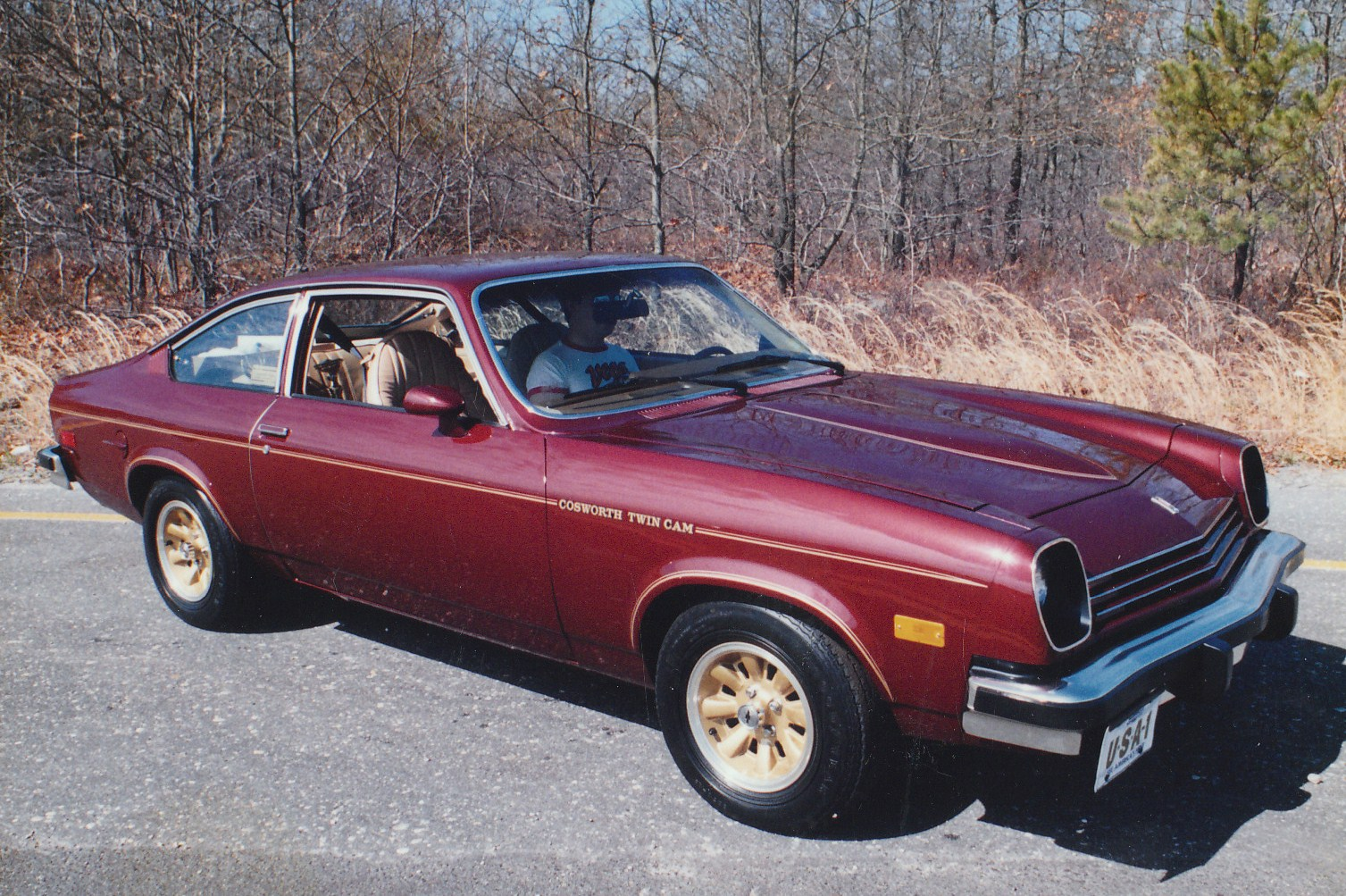
Chevy Cosworth Vega de 1976.

La Chevrolet Vega est une automobile américaine fabriquée de 1970 à 1977 par le constructeur Chevrolet. Disponible en version deux portes, trois portes, break et utilitaire, la Vega est propulsée par un moteur à quatre cylindres en ligne.

## Histoire
Les divisions Chevrolet et Pontiac ont travaillé séparément sur des petites voitures au début et au milieu des années 1960. Ed Cole, vice-président exécutif du personnel d'exploitation de GM, travaillant sur son propre projet de petite voiture avec le personnel d'ingénierie et de conception de l'entreprise, a présenté le programme au président de GM en 1967. GM a choisi la version de Cole plutôt que les propositions de Chevrolet et Pontiac, et a donné la voiture à Chevrolet pour la vendre. La direction de l'entreprise a pris la décision de pénétrer le marché des petites voitures et de développer la voiture elle-même[réf. nécessaire].
En 1968, le président de GM, James Roche, a annoncé que GM produirait la nouvelle voiture aux États-Unis dans deux ans. Ed Cole était ingénieur en chef et Bill Mitchell, vice-président du personnel de conception, était styliste en chef. Cole voulait une compétitrice mondiale dans les salles d'exposition dans 24 mois. Roche a noté que GM avait une équipe de "stylistes, chercheurs et ingénieurs" qui avaient travaillé sur le véhicule au nom de code XP-877 pendant des années. John DeLorean a plus tard contesté cette notion et déclaré qu'aucun prototype ou propriété de test n'avait été construit avant l'annonce de Roche. Des plans existaient apparemment, cependant, ils étaient un amalgame de véhicules sous-compacts concurrents d'outre-mer, y compris certains produits des opérations de GM à l'étranger.
Une équipe de conception GM a été mise en place, dirigée par James G. Musser Jr., qui avait contribué au développement de la Chevy II, de la Camaro, des moteurs Chevrolet V8 petit bloc et de la transmission Turbo-Hydramatic. Musser a déclaré: "C'était le premier véhicule dont une seule personne était responsable", et que son équipe "a fait tout le véhicule".
En tant que président de GM, Cole a supervisé la genèse de la voiture et respecté le calendrier prévu[réf. nécessaire].

### Développement 1968-1970
La Vega a été conçue en 1968 pour utiliser la nouvelle technologie de bloc moteur en aluminium moulé sous pression - les premiers blocs en aluminium moulé au sable avaient précédé la décision de construire la voiture de deux ans. Un moteur à cylindrée relativement importante avec un bon couple à bas régime a été choisi, avec des rapports de vitesse pour un faible régime moteur afin de réaliser des économies de carburant. Les essais de moteurs ont totalisé 9 600 000 km. Un moteur d'essai préalable a été installé dans une Fiat 124 berline pour le développement du bloc en aluminium, tandis que plusieurs berlines Opel de 1968 ont été utilisées pour le développement de la transmission[page à préciser].
Chevrolet a institué un nouveau programme de gestion, la technique de gestion de gamme de voitures, pour produire la toute nouvelle voiture en deux ans. L'ingénieur en chef des véhicules avait la responsabilité générale du programme. Cinquante ingénieurs, affectés à la conception de l'ensemble de la voiture, ont été répartis en groupes : carrosserie, groupe motopropulseur, conception du châssis, assurance produit et agrément. Ce dernier vérifiait en permanence les véhicules sur la chaîne de montage, avec des ordinateurs dans un autre programme de suivi du contrôle qualité de chaque véhicule construit. Les ingénieurs et dessinateurs des carrosseries Fisher Body ont emménagé avec le personnel de la Vega[réf. nécessaire].
En octobre 1968, il y avait un style de carrosserie (la berline notchback de style «11»), un moteur, une transmission (MB1 Torque-Drive à deux vitesses automatique à changement manuel), un niveau de finition de base, une banquette, un revêtement de sol en caoutchouc moulé , pas de boîte à gants ni de pavillon et pas de climatisation (la ventilation se faisait par le tableau de bord supérieur depuis le plénum d'essuie-glace). Comme le marché a changé, la voiture en développement a également évolué[réf. nécessaire].
En décembre 1968, des styles hayon, break et fourgonnette ont été ajoutés; également une ventilation au niveau du sol et un moteur de performance en option ("L-11" à deux corps) qui, prévu pour 20% de la production, en représentaient 75%[réf. nécessaire]. Les sièges baquets étaient standard. La berline à hayon et la familiale ont reçu de la moquette et des pavillons. La climatisation en option, estimée à 10% de la production, était en fait sélectionnée 45% du temps[réf. nécessaire].
En février 1969, les transmissions Opel à trois et quatre vitesses (trois vitesses en standard, l'autre en option); la Powerglide a été ajouté (maintenant à quatre vitesses); pompe à carburant mécanique remplacée par une pompe électrique dans le réservoir (ce qui en fait le premier produit GM avec une pompe à carburant dans le réservoir avant l'adoption de l'injection de carburant); option de direction assistée; la garniture de base du notchback "11" a été mise à jour pour correspondre à la moquette et au pavillon de la voiture à hayon et du break[réf. nécessaire].
En avril 1969, la voiture a gagné un ensemble de sondes, une suspension HD, des pneus plus larges; dossier réglable (45% de la production); pare-chocs redessinés, panneaux de lambrequin inférieurs ajoutés; quart de fenêtre pivotant en option (10% de la production)[réf. nécessaire].
En juillet 1969, une option rétro-éclairage chauffé électriquement (10% de la production); Finition "GT", 325,00 $ supplémentaires (35 % de la production); moulures de châssis, de fenêtre et de toit lumineuses ajoutées à la voiture à hayon et au break[réf. nécessaire].
C'est essentiellement ainsi que la voiture a été lancée en tant que modèle en 1971. La production a commencé le 26 juin 1970. Après la grève nationale de GM (de septembre à novembre 1970), des moulures lumineuses de toit ont été ajoutées à la notchback de base "11", avec des moulures envoyées aux concessionnaires pour mettre à jour les unités déjà sur le terrain[réf. nécessaire].
Le magazine Cars a déclaré en 1974 que, pressé d'introduire la voiture avec d'autres modèles en 1971, "les [t]ests qui auraient dû être effectués sur le terrain d'essai ont été effectués par les clients, ce qui a nécessité de nombreuses "corrections" au coup par coup de la part des concessionnaires. "L'étoile brillante" de Chevrolet a reçu un œil au beurre noir malgré un programme de développement continu qui a finalement atténué la plupart de ces lacunes initiales"[page à préciser].

## Conception et ingénierie
L'empattement de tous les modèles est de 2 460 mm. La largeur est de 1 660 mm. Les modèles de 1971 et 1972 mesurent 4 310 mm de long. Les modèles de 1973 ont 76 mm de plus en raison du pare-chocs avant (résistance à l'impact à 8 km/h). Les pare-chocs avant et arrière résistant à 8 km/h sur les modèles de 1974 à 1977 ajoutent encore 140 mm[réf. nécessaire].
La voiture à hayon, avec sa ligne de toit inférieure et un siège arrière rabattable, représentait près de la moitié de toutes les Vega vendues.
La berline, appelée plus tard "Notchback", est le seul modèle avec un coffre fermé, et avait le prix de base le plus bas. Le break Kammback a une hauteur de chargement inférieure et un hayon relevable.
La fourgonnette a des panneaux en acier à la place des vitres latérales arrière du break, une zone de stockage fermée sous le plancher de chargement et un siège conducteur à dossier bas. Un siège passager auxiliaire était en option. Le siège arrière bas était le résultat de ce modèle étant classé comme un camion, qui avait moins d'exigences de sécurité que les voitures particulières.
Le moteur à quatre cylindres en ligne en aluminium était un effort conjoint de General Motors, Reynolds Metals et Sealed Power Corp. Le moteur et sa technologie de bloc moulé sous pression ont été développés par le personnel technique de GM, puis transmis à Chevrolet pour finalisation et production. Ed Cole, impliqué dans le V8 petit bloc de 1955 en tant qu'ingénieur en chef chez Chevrolet et maintenant également impliqué dans le moteur de la Vega en tant que président de GM, visité souvent la salle de rédaction du moteur du personnel d'ingénierie le samedi, examinant la conception et dirigeant les changements, à la consternation des ingénieurs et du personnel de fabrication de Chevrolet, qui savaient qu'il voulait un travail précipité. Le moteur en développement est devenu connu en interne comme "le plus grand et le plus petit moteur du monde" en raison de la culasse haute. Ses vibrations, son bruit et sa tendance à surchauffer ont été corrigés en 1974[page à préciser].
La suspension de la Vega, l'essieu arrière dynamique, la répartition du poids à 53,2% à l'avant / 46,8% à l'arrière, le centre de masse bas et la direction neutre offrent une bonne maniabilité. Les capacités d'accélération latérale sont de 0,90 g (suspension standard) et 0,93 g (suspension RPO F-41). Le boîtier de direction et la tringlerie sont en avance sur l'axe de la roue avant, avec un arbre amorti en deux pièces. La suspension avant se fait par des bras courts et longs, avec des coussinets de bras de commande inférieurs plus grands que sur la Camaro de 1970. La suspension arrière à quatre bras copie la Chevelle de 1970.
Il y a des ressorts hélicoïdaux tout autour[page à préciser].
Les ingénieurs de développement du châssis ont cherché des qualités de conduite de voiture américaine full-size avec une maniabilité européenne. Plus tard, la suspension arrière à bras de couple a éliminé le saut des roues arrière en cas de freinage d'urgence. Les freins (disques avant, tambours arrière) copient une conception Opel, avec des rotors solides à piston unique de 250 mm de diamètre, des tambours de 230 mm et une distribution de freinage avant / arrière 70/30.
Tous les modèles partagent les mêmes capots, ailes, plancher, panneaux de portes inférieurs, bas de caisse, compartiments moteur et extrémités avant. Au milieu de 1971, Chevrolet a présenté une finition GT en option pour les voitures à hayon et le Kammback, qui comprenait le moteur RPO L11 140 L deux corps, l'option de manutention F41, des pneus et des garnitures spéciaux[réf. nécessaire].

## Modifications d'année modèle
Pour 1972, les modèles avaient un système d'échappement et une transmission révisés pour réduire les vibrations et le bruit ; amortisseurs également révisés. La transmission automatique à trois vitesses Turbo Hydra-Matic et l'intérieur en tissu personnalisé étaient en option et une boîte à gants a été ajoutée.
Pour 1973, 300 changements comprenaient de nouvelles couleurs extérieures et intérieures et une nouvelle garniture intérieure standard. Les scripts des plaques signalétiques avant et arrière «Chevrolet Vega 2300» ont été remplacés par «Vega by Chevrolet». Pour répondre aux normes de pare-chocs avant de 8 km/h de 1973, le pare-chocs avant, sur des supports plus solides, a été prolongé de 76 mm, avec un panneau de remplissage de couleur carrosserie en acier. Des transmissions manuelles Saginaw de construction américaine et une nouvelle tringlerie de changement de vitesse ont remplacé les unités d'Opel. Le moteur RPO L11 avait un nouveau carburateur Holley 5210C progressif à deux corps. Les nouvelles options comprenaient des pneus radiaux à bande d'acier BR70-13 à bande blanche, des enjoliveurs complets et une moulure latérale avec insert en caoutchouc noir. Deux nouveaux modèles ont été introduits en milieu d'année: le break avec parois latérales et garnitures arrière en grain de bois DI-NOC, et le modèle LX avec toit en vinyle. Le 17 mai 1973, la millionième Vega a quitté l'usine d'assemblage de Lordstown - une berline GT orange avec des rayures sport blanches, une direction assistée et un intérieur en vinyle neutre personnalisé, y compris des panneaux de porte en vinyle exclusifs. Une édition limitée "Millionth Vega" a été introduite en reproduisant la voiture phare, avec des tapis orange et des accents de poignée de porte Millionth Vega. Soixante-cinq cents ont été construites du 1er mai au 1er juillet. Pour la première fois, un revêtement en tissu a été proposé, avec l'intérieur Custom en noir ou bleu.
Pour 1974, les principaux changements extérieurs ont été une partie avant révisée et un pare-chocs arrière résistant à 8 km/h, augmentant la longueur totale de 150 mm et un panneau avant incliné avec des lunettes de phares encastrées. La calandre en acier à lamelles a remplacé celle en plastique de style caisse à œufs. Les pare-chocs avant et arrière en aluminium avec ressort en acier intérieur ont remplacé les éléments chromés, avec les supports de plaque d'immatriculation déplacés. Un panneau arrière révisé sur les modèles notchback et voiture à hayon avait des feux arrière à une seule unité plus grands, avec des grilles de ventilation éliminées des couvercles de coffre et de hayon. Un réservoir de 61 litres a remplacé le réservoir de 42 litres. Les bandes latérales ont remplacé les bandes de capot et de coffre pour la finition GT. Les panneaux de porte moulés en bois de l'option intérieur personnalisé ont été remplacés par des panneaux de porte en vinyle assortis à la garniture de siège. En janvier, des doublures d'ailes avant en plastique ont été ajoutées après le remplacement de milliers d'ailes sous garantie sur les modèles de 1971-1974. En février, la voiture à hayon édition limitée "Spirit of America" a été introduite, avec un extérieur blanc, un toit en vinyle blanc, des rayures bleues et rouges sur les côtés de la carrosserie, du capot et des panneaux arrière, des emblèmes sur les ailes avant et le panneau arrière, des roues "GT" blanches, des pneus A70-13 surélevés avec des lettres blanches, un intérieur personnalisé en vinyle blanc et un tapis de couleur rouge. Soixante-quinze cents Vega ont été construites jusqu'en mai. Les ventes ont culminé à 460 374 pour l'année modèle 1974.
Les 264 changements pour 1975 incluaient l'allumage électronique H.E.I. (High-Energy) et un convertisseur catalytique. Les nouvelles options comprenaient des freins assistés, un volant inclinable, des pneus radiaux à ceinture en acier BR78-13B et un intérieur en tissu spécial pour la voiture à hayon et le Kammback. En mars, la Vega Cosworth a été introduite avec un moteur tout en aluminium et une injection électronique de carburant, une première sur une voiture de tourisme Chevrolet. La fourgonnette a été abandonnée à la fin de l'année modèle. Ses ventes ont culminé à 7 800 au cours de sa première année, puis ont atteint en moyenne 4 000 par an. Plus de 1 500 modèles de 1975 ont été vendus. Les ventes totales sont tombées à 206 239[réf. nécessaire].
Pour 1976, les modèles avaient 300 changements. Un lifting a inclus un panneau avant révisé avec le logo Chevrolet, une calandre plus large, des lunettes de phare révisées - toutes en matériau résistant à la corrosion - et de nouveaux feux arrière tricolores pour la notchback et la voiture à hayon (bien que les clignotants ambre n'étaient pas fonctionnels). Le refroidissement et la durabilité du moteur Dura-Built 2,3 litres ont été améliorés. Le châssis a reçu les composants améliorés de la Monza, y compris la traverse avant à caisson, les freins avant et arrière plus gros (avec les fronts gagnant des rotors ventilés) et la suspension arrière à bras de torsion. Les améliorations antirouille étendues à la carrosserie ont inclus les ailes galvanisées et les bas de caisse. De nouveaux modèles ont été introduits: GT break, Cabriolet notchback (avec un toit en semi-vinyle et des fenêtres d'opéra similaires au coupé Monza Towne) et une familiale Nomad en édition limitée avec des fenêtres latérales redessinées. Les nouvelles options comprenaient la transmission manuelle à cinq vitesses à surmultiplication BorgWarner et la garniture de siège en tissu sport nommée «pied-de-poule» à 18 $ supplémentaires. Un "Sky-Roof" avec vitre coulissante teintée réfléchissante et un magnétophone à huit pistes étaient proposés à partir de janvier. La Cosworth a été annulé en juillet après la construction de 1 446 modèles en 1976.
Pour 1977, les modèles ont subi peu de révisions. La notchback a été renommée "coupé". Sur le moteur 140 construit par Dura, un système d'impulsions d'air respectait les normes d'émission fédérales plus strictes. Le moteur simple corps et la transmission manuelle à trois vitesses ont été abandonnés. Les intérieurs ont reçu une colonne de direction et un volant de couleur assortie, un combiné d'instrumentation de face, un couvercle de frein de stationnement avec une console complète de couleur assortie comme nouvelle option. Les GT ont reçu de la peinture noir, les moulures extérieures (moulures inférieures étant supprimées), les rétroviseurs et les roues sport, intrépide, ont reçu de la peinture noir, des bandes latérales Vega GT et à l'arrière un script Vega GT ID.

## Moteurs
Le moteur de la Vega est un quatre cylindres en ligne de 2 287 cm3 avec un bloc-cylindres en alliage d'aluminium moulé sous pression, une culasse en fonte et un arbre à cames en tête (SOHC). Le bloc est une conception à pont ouvert avec des alésages de cylindre identiques. Les parois extérieures du boîtier forment la chemise d'eau, scellée par la tête et le joint de culasse, et le bloc a des chapeaux de palier principal et un vilebrequin en fonte. La culasse en fonte a été choisie pour un faible coût. Une simple soupape de suspension aérienne a trois composants activant chaque soupape au lieu des sept d'un système de poussoir typique. Une courroie externe du vilebrequin entraîne l'arbre à cames à cinq roulements ainsi que la pompe à eau et le ventilateur[page à préciser].
Le taux de compression du moteur standard et en option est de 8,0:1, car le moteur a été conçu pour les carburants à faible teneur en plomb et sans plomb. La version carburateur simple corps produit 90 ch (67 kW); la version double corps (RPO L11) produit 110 ch (82 kW). À partir de 1972, les notations étaient répertoriées en puissance net. Le moteur est sujet aux vibrations, qui sont amorties par de grands supports de moteur en caoutchouc. Le carburateur double corps Rochester DualJet de 1972 nécessitait une pompe à air pour la certification des émissions et a été remplacé en 1973 par un carburateur progressif 5210C double corps construit par Holley. Les révisions du contrôle des émissions de 1973 ont réduit la puissance du moteur en option de 5 ch (3,7 kW), et ses niveaux de bruit ont été abaissés[page à préciser]. Un allumage à haute énergie a été introduit sur les moteurs de 1975.
De graves problèmes avec le moteur ont conduit à une refonte pour 1976-1977. Commercialisé sous le nom Dura-Built 140, le nouveau moteur avait des voies de refroidissement améliorées, une culasse redessinée avec des poussoirs hydrauliques plus silencieux, des joints de tige de soupape plus durables qui réduisaient la consommation d'huile de 50%, et une pompe à eau, un joint de culasse et un thermostat redessinés. La garantie a été étendue à cinq ans ou 97 000 km. En 1977, un système à air pulsé a été ajouté pour répondre aux réglementations américaines plus strictes sur les émissions d'échappement de 1977 et la couleur de la peinture du moteur (utilisée sur tous les moteurs de Chevrolet) est passée de l'orange au bleu[réf. nécessaire].
En août 1975, Chevrolet a effectué un test d'endurance de trois Vega propulsés par des moteurs Dura-Built, annoncés comme une course de durabilité de 97 000 km en 60 jours. Supervisé par le United States Auto Club, trois voitures coupés à hayon de pré-production de 1976 avec transmissions manuelles et climatisation ont été conduits sans arrêt sur 97 000 km en 60 jours à travers les déserts de Californie et du Nevada par neuf conducteurs, couvrant un total de 290 000 km. Avec la seule défaillance d'une courroie de distribution cassée, l'ingénieur de projet de la Vega, Bernie Ernest, a déclaré que GM se sentait "très à l'aise avec la garantie".
Motor Trend a déclaré que "Chevrolet a choisi la route du désert du sud-ouest de 560 km afin de montrer que le moteur et le système de refroidissement sévèrement critiqués avaient été améliorés dans le modèle de 1976"[réf. nécessaire]. À des températures ambiantes comprises entre 37 et 50 °C, les voitures ont perdu 0,71 L de liquide de refroidissement (évaporation normale dans ces conditions) au cours des 290 000 km. Elles faisaient en moyenne 8,1 litres aux 100 km et utilisaient un litre d'huile pour 5 500 km. Les frais de conduite étaient en moyenne de 2,17 cents par mile (1,35 cent par km). L'une des voitures a été exposée au Salon de l'auto de New York en 1976. Le Vega de 1976 a été commercialisé comme une voiture durable et fiable,.

## Moteurs mort-nés

### L-10 OHC
Le moteur L-11 en option faisait partie du programme de développement de la Vega de décembre 1968, initialement avec une culasse en fer haute qui avait un arrangement de poussoir inhabituel et des chambres de combustion à écoulement latéral. Le groupe chargé des moteurs Chevrolet a ensuite conçu une culasse à flux croisé en aluminium avec un seul arbre à cames en tête central, des chambres de combustion «hémi» et de grosses soupapes. C'était plus léger et environ 100 mm plus bas que la tête de la Vega de production. Bien que de nombreux prototypes aient été construits et que l'outillage de fabrication ait commencé, le moteur n'a pas reçu l'approbation de production. Il aurait donné des performances plus élevées que le moteur à tête de fer, sans ses problèmes de joint de culasse à expansion différentielle.

### Wankel RC2-206
En novembre 1970, GM a payé 50 millions de dollars pour les licences initiales de production du moteur rotatif Wankel. Le président de GM Ed Cole a projeté sa sortie en octobre 1973 comme une option sur la Vega de 1974. Le General Motors Rotary Combustion Engine (GMRCE) avait deux rotors déplaçant 3 376 cm3, deux distributeurs et bobines doubles, et un boîtier en aluminium. Des Wankel RC2-206 ont été installés dans des Vega de 1973 pour des essais par temps froid au Canada[réf. nécessaire].
L'article de Motor Trend de 1973, sur la Vega Rotary de '75, a déclaré: La consommation sera dans la plage de 13 à 14,7 l/100 km. Comparé au [moteur] piston normal de 9 à 11,8 L/100 km de la Vega, l'achat d'un moteur rotatif commence à paraître un peu moins attrayant, avec le prix de l'essence qui monte en flèche ... ".
GM pensait qu'il pourrait répondre aux normes d'émissions de 1975 avec le moteur réglé pour une meilleure économie de carburant. D'autres améliorations l'ont amélioré à 11,8 litres aux 100 km, mais ont entraîné des défaillances du joint au sommet et des problèmes de joint à l'extrémité du rotor. En décembre 1973, il était clair que le Wankel, désormais prévu pour la Monza 2 + 2, ne serait pas prêt à temps pour la certification de production ou d'émissions pour le début de l'année modèle 1975. Après avoir payé 10 millions de dollars supplémentaires contre ses droits de licence rotatifs, GM a annoncé le premier report. En avril 1974, Motor Trend prédit le résultat final: le 24 septembre 1974, Cole reporta le moteur, apparemment en raison de problèmes d'émissions. Il a pris sa retraite le même mois. Son successeur Pete Estes a montré peu d'intérêt pour le moteur et GM, citant une faible économie de carburant, reportant la production en attendant de nouveaux développements.
Il existe un moteur GM Wankel complet. Il est exposé au Ypsilanti (MI) Motor Heritage Museum, avec de nombreuses voitures Corvair d'expositions.

### V8
En juillet 1972, Hot Rod a testé un prototype de Vega équipé d'un V8 tout en aluminium, le dernier de plusieurs unités de 4,6 L utilisées dans le véhicule de recherche et développement CERV I. Foré à 4,9 L, il avait des pistons à haute compression, un arbre à cames à poussoir mécanique "097 Duntov", un collecteur d'admission en fonte à quatre corps et un carburateur Quadrajet. Avec le Turbo Hydramatic et des pneus arrière Vega de rue, la voiture a parcouru un quart de mile (400 m) en moins de 14 secondes.

## Assemblage
GM a construit l'usine de Lordstown Assembly de 75 millions de dollars à Lordstown, Ohio près de Youngstown pour fabriquer la Vega. C'était l'usine automobile la plus automatisée au monde, où environ 95% des 3 900 soudures de chaque carrosserie de Vega étaient effectuées automatiquement par des robots industriels Unimate. Les ensembles moteur et essieu arrière positionnés par des ascenseurs hydrauliques avec des carrosseries suspendues au-dessus de la ligne à 9,1 m par minute. Les zones de sous-assemblage, les bandes transporteuses et le contrôle de la qualité étaient tous dirigés par ordinateur.

### Vitesse de production
La production à Lordstown était projetée à 100 Vega par heure - une toutes les 36 secondes - dès le départ. Deux fois le volume normal, c'était le taux le plus rapide au monde. En quelques mois, Lordstown a produisait 73,5 Vega par heure.
Les travailleurs de Lordstown avaient 36 secondes pour effectuer leurs tâches au lieu de la minute habituelle. Avec 25 pour cent de travailleurs en ligne de plus que nécessaire, ils ont formé des groupes dans lesquels trois travaillaient tandis qu'un quatrième se reposait. Bien qu'il y ait eu des défauts mécaniques, la qualité de l'assemblage précoce de la Vega, par ex. ajustement et finition, était acceptable. La voiture a remporté le prix de la voiture de l'année 1971 de Motor Trend. En octobre 1971, General Motors a confié la gestion des Chevrolet à carrosserie Fisher Body de Lordstown à la General Motors Assembly Division (GMAD). GMAD a imposé une discipline plus rigoureuse et réduit les coûts en supprimant le quatrième travailleur "supplémentaire". La United Auto Workers (UAW) a déclaré que 800 travailleurs avaient été licenciés à Lordstown la première année sous GMAD; GMAD a dit 370. La direction a accusé les travailleurs de ralentir la ligne et de saboter les voitures en omettant des pièces et en faisant un travail de mauvaise qualité. Les travailleurs ont déclaré que GMAD a accéléré la ligne et réduit les effectifs. La qualité a souffert. En mars 1972, les 7 700 travailleurs ont appelé à une grève sauvage qui a duré un mois et a coûté 150 millions de dollars à GM. La production de Vega a augmenté de plus de 100 000 unités en 1972 et aurait été plus forte sans la grève. 1975 était un "changement de modèle de roulement" à 100 voitures par heure sans temps d'arrêt.
Alors que la production approchait de 100 véhicules par heure, des problèmes sont survenus dans l'atelier de peinture. À 85 unités par heure, presque toutes exigeaient des réparations. Les pressions de pulvérisation conventionnelles et les pointes d'atomisation ne pouvaient plus appliquer la peinture assez rapidement, mais l'augmentation des pressions et des ouvertures des pointes produisaient des coulures et des affaissements. DuPont, le fournisseur de peinture et de laque pour carrosserie Fisher, a développé en un week-end de nouvelles caractéristiques chimiques et d'application de la peinture: le Non-Aqueous Dispersion Lacquer (NAD). La nouvelle formulation a augmenté le débit de l'atelier de peinture à 106 unités par heure[réf. nécessaire].

### Transport ferroviaire vertical
Bien que Lordstown Assembly ait une sortie spécialement conçue sur l'Ohio Turnpike pour faciliter l'expédition, la Vega a été conçue pour une expédition verticale, nez vers le bas. General Motors et Southern Pacific ont conçu des wagons «Vert-A-Pac» pouvant contenir 30 Vega chacun, par rapport aux autoracks classiques à trois niveaux qui en détenaient 18. La Vega était équipée de quatre douilles amovibles en acier moulé sur la face inférieure et avait des entretoises en plastique - retirées au déchargement - pour protéger les supports du moteur et de la transmission. La rampe / les portes du wagon étaient ouvertes et fermées via un chariot élévateur.
Des tests de vibrations et de crash à basse vitesse ont assuré que les voitures ne bougeraient pas ou ne subiraient pas de dommages en transit. La Vega était livrée garnie de liquides, prête à conduire chez les concessionnaires, de sorte que le moteur était positionné pour empêcher l'huile de pénétrer dans le cylindre numéro un; les bouchons de remplissage de batterie sur le bord arrière du boîtier empêchant les déversements d'acide; un tube de carburant vidangé du carburateur à la cartouche de vapeur; et réservoir du lave-glace se trouvait à 45 degrés.

### Chiffres de production
La production totale de Vega, principalement de Lordstown, était de 2 006 661 dont 3 508 modèles Cosworth. La production a culminé à 2 400 unités par jour. En 1973-1974, les Vega ont également étaient construites à l'usine d'assemblage de GM du Canada à Sainte-Thérèse, au Québec[réf. nécessaire].
| Année | Notchback | Voiture à hayon | Kammback | Fourgonnette | Cosworth | Total      |
| ----- | --------- | --------------- | -------- | ------------ | -------- | ---------- |
| 1971  | 58 804    | 168 308         | 42 793   | 7 800        | —        | 277 705    |
| 1972  | 55 839    | 262 682         | 71 957   | 4 114        | —        | 394 592    |
| 1973  | 58 425    | 266 124         | 102 751  | Inconnue     | —        | 427 300*   |
| 1974  | 64 720    | 276 028         | 115 337  | 4 289        | —        | 460 374    |
| 1975  | 35 133    | 112 912         | 56 133   | 1 525        | 2 061    | 207 764    |
| 1976  | 27 619    | 77 409          | 54 049   | —            | 1 447    | 160 524    |
| 1977  | 12 365    | 37 395          | 25 181   | —            | —        | 78 402     |
|       |           |                 |          |              |          | 2 006 661* |

* N'inclut pas un nombre inconnu de fourgonnettes de 1973, qui comptaient probablement environ 4000 unités[réf. nécessaire].

## Tarification
En raison principalement de l'inflation[réf. nécessaire], mais aussi en raison des exigences d'émissions et de sécurité, les prix de toutes les automobiles ont augmenté de 50% au cours de la durée de vie de sept ans de la Vega. La même Vega de base qui coûtait 2 090 $ en 1971 avait par la suite un prix de détail de 3 249 $ à la fin de 1977. Et comme toutes les autres voitures ont subi la même hausse inflationniste, les voitures moins chères étaient plus demandées que celles dont les prix étaient plus élevés, ce qui a aidé les Vega à se vendre. La Vega Cosworth de 1975 à 5 918 $ coûtait 892 $ de moins que la Chevrolet Corvette. "Cosworth. Une Vega pour le prix de deux ", comme elle a été annoncée, était hors du marché et bien en deçà de son objectif de vente prévu.

## Influence de DeLorean
Le vice-président de GM, John Z. DeLorean, nommé directeur général de Chevrolet un an avant l'introduction de la Vega, était chargé de superviser le lancement de la Vega et de diriger les opérations à l'usine d'assemblage de Lordstown. Au fur et à mesure que des problèmes avec le véhicule devenaient apparents, il a mis des inspecteurs et des travailleurs supplémentaires sur la ligne et a introduit un programme de contrôle de qualité informatisé dans lequel chaque voiture été inspectée à sa sortie de la ligne et, si nécessaire, réparée. Il a également été chargé de promouvoir la voiture dans les magazines Motor Trend et Look. Il a autorisé le prototype Vega Cosworth et a demandé le démarrage de la production.
Dans le numéro d'août 1970 de Motor Trend, DeLorean faisait la promotion de la prochaine voiture comme une voiture qui surpassait «presque toutes» les voitures de sport européennes, accélérait plus que «toutes les voitures de sa catégorie de prix» et serait «construite à un niveau de qualité qui n'a jamais a été atteint auparavant dans une opération de fabrication dans ce pays, et probablement dans le monde.".
Dans le livre de 1979 On a Clear Day You Can See General Motors de J. Patrick Wright, DeLorean a parlé d'hostilité entre la division Chevrolet et le personnel de conception et d'ingénierie de GM; d'essayer de motiver les ingénieurs Chevrolet pour résoudre les problèmes de la voiture avant l'introduction; et d'initier le contrôle qualité. Il a également déclaré: "Bien que j'étais convaincu que nous faisions de notre mieux avec la voiture qui nous avait été donnée, la société m'a demandé de vanter la voiture bien au-delà de mes convictions personnelles à ce sujet.".

## Problèmes
Bien que la Vega se soit bien vendue depuis le début, le public acheteur a rapidement remis en question la qualité de la voiture. Au cours du développement du véhicule, l'avant du véhicule s'est séparé en seulement huit miles sur la piste d'essai de General Motors. Les ingénieurs ont dû ajouter vingt livres de renforts structurels pour passer la durabilité. Dans Comeback: The Fall & Rise of the American Automobile Industry, les auteurs écrivent: "En 1972, GM a publié trois rappels de masse, le plus grand couvrant 500 000 Vega, pour réparer les essieux défectueux, les manettes des gaz et les problèmes qui ont provoqué des incendies. Le moteur en aluminium de la Vega était réputé pour son flambage et ses fuites.". Le développement et les mises à niveau se sont poursuivis tout au long des sept années de production de la voiture, abordant son moteur et les problèmes liés aux coûts.

### Carrosserie Fisher
Au début des Vegas, le processus antirouille de Fisher ne traitait pas le châssis entier. Le procédé antirouille au phosphate de zinc en six étapes commencait avec les réservoirs de carrosserie en acier non traités immergés deux minutes dans un bac de peinture électrophorétique de 246 000 litres (processus de dépôt électrophorétique "Elpo" de polymères de Fisher Body Division) pour amorcer et protéger davantage contre la rouille. Les carrosseries assemblées étaient séchées, poncées à l'état humide, enduites d'un vérificateur, pulvérisées avec de la laque acrylique et cuites dans un four à 149 °C [réf. nécessaire].
Cependant, il y a eu un échec du processus pendant l'étape de traitement de la cuve car une poche d'air emprisonnée empêcha le revêtement antirouille d'atteindre un espace entre les ailes avant et le capot des Vega. Dans des conditions de conduite normales, cela a permis aux débris humides et au sel de s'accumuler et de rouiller sur l'acier non traité sur les premières Vega car elles n'avaient pas de doublures de protection. Le département des finances avait rejeté les doublures car cela aurait ajouté un coût unitaire de 2,28 $. Après que GM ait dépensé des millions pour remplacer des milliers d'ailes rouillées sous garantie, Chevrolet a installé des déflecteurs en plastique fin 1973 et des doublures tout en plastique en 1974. La rouille a également endommagé les bas de caisse et les bas de porte, la zone située sous le pare-brise et la carrosserie au-dessus des culbuteurs. La rouille a parfois saisi les boulons de came de la suspension avant, empêchant les travaux d'alignement, nécessitant la coupe et le retrait avec une torche et le remplacement par de toutes nouvelles pièces.
À partir de 1976, les améliorations antirouille comprenaient les ailes et les bas de caisse en acier galvanisé; protection "quatre couches" des ailes ainsi que les ailes intérieures zinguées et apprêtées; du mastic de protection pour le passage de roue; un revêtement pré-amorcé riche en zinc sur les portes intérieures; un vérificateur extensible entre le panneau arrière et le panneau de logement de roue; et des boîtiers de calandre et de phares résistants à la corrosion.

### Rappels
Les modèles Vega ont fait l'objet de trois rappels importants. La première, la campagne numéro 72-C-05 de Chevrolet, a abordé les retours de flamme sur 130 000 voitures équipées du carburateur optionnel L-11 à deux barrils, en raison des vibrations du moteur qui desserrent les vis du carburateur et provoquent une surcharge. La deuxième, la campagne numéro 72-C-07 de Chevrolet, au début de l'été 1972, concernait un risque perçu qu'un composant du système de contrôle des émissions de 350 000 voitures équipées du moteur standard puisse tomber dans la tringlerie d'accélérateur, la bloquant ouverte. Chevrolet a dit aux clients que si l'accélérateur restait ouvert pendant la conduite, il fallait couper le contact et freiner le véhicule jusqu'à ce qu'il s'arrête.
En juillet 1972, la société a annoncé le troisième rappel, "en autant de mois", la campagne numéro 72-C-09, qui a touché 526 000 véhicules car l'essieu arrière pouvait se séparer du véhicule. Comme cela est enregistré par la NHTSA, «l'arbre d'essieu et la roue pouvaient alors se déplacer vers l'extérieur du panneau de quart et permettre au véhicule de tomber sur la suspension arrière».

### Moteur 140
D'autres problèmes de qualité ont affecté le moteur. Des joints de tige de soupape défectueux ont causé une consommation excessive d'huile, mais cela n'a pas été résolu avant la sortie du moteur mis à jour Dura en 1976. Selon un article de Popular Mechanics, "Lorsque le moteur devenait chaud, ce qui n'était pas rare, les cylindres se déformaient et les segments de piston éliminé la silice exposée qui devait fournir une surface de paroi dure. Ensuite, au mieux, les voitures brûlaient plus d'huile. Au pire, la distorsion compromettait le joint de culasse.".
Avec sa petite capacité de 5,7 l et son petit radiateur à deux tubes de 93 cm2, le système de refroidissement de la Vega était adéquat une fois complété, mais les propriétaires avaient tendance à ne pas vérifier assez souvent le niveau du liquide de refroidissement, et en combinaison avec des joints de tige de soupape qui fuient, le moteur manquait souvent d'huile et de liquide de refroidissement simultanément. Une surchauffe consécutive déformait le bloc de coffre ouvert, permettant à l'antigel de s'infiltrer au-delà du joint de culasse, ce qui provoquait des éraflures du piston à l'intérieur des cylindres.
Chevrolet a ajouté une bouteille de trop-plein de liquide de refroidissement et un indicateur électronique de niveau de liquide de refroidissement bas en 1974 qui pouvaient être mis à niveau gratuitement pour les modèles précédents. En vertu d'une garantie révisée de 80 000 km pour les Vega de 1971 à 1975, le propriétaire d'un moteur endommagé pouvait choisir le remplacement par un nouveau bloc court ou une unité à manches en acier reconstruite, ce qui s'est révélé coûteux pour Chevrolet. L'ingénieur de GM Fred Kneisler maintient que trop d'accent a été mis sur les problèmes de surchauffe, les vrais coupables étant des joints de tige de soupape cassants et un revêtement de piston trop mince. Quelle que soit la cause, des parois de cylindres endommagées étaient courantes[réf. nécessaire].
Le moteur Dura 140 de 1976 à 1977 avait des voies de refroidissement du bloc moteur améliorées, un joint de culasse, une pompe à eau et un thermostat redessinés et une garantie de cinq ans 97 000 km.

## Accueil
Au départ, le Vega a reçu des récompenses et des éloges, mais par la suite, il y a eu des critiques persistantes[réf. nécessaire].
La Vega a reçu des récompenses, dont «Voiture de l'année 1971» et «Voiture de l'année 1973 en classe économique»; de Motor Trend; «la meilleure berline économique» en 1971, 1972 et 1973 de Car and Driver; et le prix de 1971 pour «l'excellence dans la conception des équipements de transport» de l'American Iron and Steel Institute.
Les critiques favorables au lancement incluaient Motor Trend qui, en 1970, décrivait la Vega comme agréable, fonctionnelle, confortable, avec une bonne maniabilité et une bonne conduite; Road and Track a salué sa visibilité, son voyage sur l'autoroute et son économie. et d'autres ont fait l'éloge de la simplicité du moteur 2300, l'ensemble de manipulation et les freins, et l'un a dit que la voiture était bien adaptée aux goûts et aux besoins des années 1970, D'autres ont loué son apparence,,. Des comparaisons avec d'autres voitures contemporaines telles que la Ford Pinto, la Volkswagen Coccinelle, l'AMC Gremlin et la Toyota Corolla ont été effectuées par un certain nombre de magazines. La Vega s'est bien comportée, faisant l'éloge de sa combinaison performances / économie",, ainsi que de sa vitesse, de son confort, de son silence et d'une meilleure conduite. Le rédacteur en chef de Road and Track, John R. Bond, a déclaré en septembre 1970: "Je pense que la Vega est sans aucun doute la voiture de tourisme la plus maniable jamais construite aux États-Unis. Elle a beaucoup d'autres bonnes qualités, mais la tenue de route m'a impressionné et m'a surtout surpris".
Le Center for Auto Safety a critiqué la voiture. Une lettre de son fondateur Ralph Nader au président de GM, Richard Gerstenberg, contenait une liste d'allégations de sécurité, et a déclaré que la voiture était une "automobile mal conçue, peu fiable et peu sûre" qui "ne donne guère l'exemple en matière de production de petites voitures pour l'industrie américaine". Les critiques ont persisté bien après l'arrêt de la production. En 1979, Popular Science a déclaré que les réparations gratuites dans les années 1970 coûtaient des dizaines de millions, se poursuivant jusqu'à deux ans après l'expiration de la garantie. Un article de Time de 1990 disait que la Vega était "une voiture mal conçue, réputée pour sa rouille et ses pannes",. En 1991, le magazine Newsweek a qualifié la Vega de plus coûteuse et plus gênante que ses rivales.
In the Rings of Saturn, le livre de Joe Sherman de 1993 a déclaré que "par son troisième rappel, quatre-vingt-quinze pour cent de toutes les Vega fabriqués avant mai 1972 avaient des défauts de sécurité critiques", et que "l'histoire mouvementée du modèle n'a fait que renforcer la croyance que GM a fait des petites voitures inférieurs. Cet héritage s'avérerait beaucoup plus important que tout autre impact direct que la Vega aurait sur les bénéfices de GM". Motor Trend a déclaré dans son numéro du 50e anniversaire de septembre 1999: "La Vega semblait bien placé pour établir la norme pour les sous-compacts dans les années 70, mais elle était troublée par l'un des talons d'Achille les plus vulnérables de l'histoire automobile moderne; un bloc moteur à quatre cylindres en alliage qui s'autodétruisait trop facilement et trop souvent. Une fois que le mot est passé, les dégâts ont été causés, même si le moteur avait été remanié". Le numéro d'avril 2000 du magazine Collectible Automobile disait: "La Chevrolet Vega est devenue un symbole de tous les problèmes rencontrés par Détroit dans les années 70". Le livre de 2005 de Robert Freeland, The Struggle for Control of the Modern Corporation, a déclaré que "une mauvaise planification et une mise en œuvre superficielle ... ont conduit à une automobile de très mauvaise qualité assaillie par des problèmes mécaniques", Dans son livre de 2010, Generation Busted, l'auteur Alan Zemek a déclaré: "La réponse de Chevrolet à la voiture japonaise l'a laissée avec un œil au beurre noir".
Des sites Web ont inclus la Vega dans des listes de pires voitures, par exemple Popular Mechanics, Car and Driver
, et Edmunds.com. En 2010, John Pearley Huffman de Popular Mechanics a résumé la Vega comme "la voiture qui a presque détruit GM". En 2010, après avoir conduit une Vega GT originale et préservée de '73, Frank Markus de Motor Trend Classic a déclaré: "Après quelques doux kilomètres, je commence à comprendre comment cette voiture a remporté ses prix et ses tests de comparaison. Des exemplaires bien entretenus sont de grandes classiques, belles et économiques, comme Baltic Ave. avec un hôtel, les meilleures peuvent être achetées pour 10 000 $ ou moins". En 2013, Frank Markus de Motor Trend Classic a déclaré: "Un "syndrome chinois" exagéré pourrait avoir sur-typé l'incident du TMI (Three-Mile Island) car une mauvaise presse pourrait avoir exagéré les malheurs de la Vega".

## Variantes remaniées
Les styles de carrosserie de la Vega ont été utilisés pour plusieurs variantes conçues avec d'autres badges. La Pontiac Astre de 1973 à 1977 avait des carrosseries de la Vega (et des moteurs de la Vega jusqu'en 1976). Les breaks Chevrolet Monza et Pontiac Sunbird de 1978 à 1979 utilisaient la carrosserie du break Vega Kammback avec des moteurs Pontiac et Buick. La Monza S a utilisé la carrosserie voiture à hayon de la Vega.

## Concept XP-898
En 1973, Chevrolet a présenté le concept car XP-898 en utilisant de nombreux composants de la Vega, y compris le moteur, et en utilisant une méthode de construction destinée à explorer la résistance aux chocs des véhicules à grande vitesse: une carrosserie et un châssis sandwich en mousse de fibre de verre en quatre sections avec remplissage rigide en mousse d'uréthane.

## Sport automobile

### Stock d'expositionno0 de Cars and Drivers
Au début des années 1970, le magazine Car and Driver a mis au défi ses lecteurs de participer à une série de courses du Sports Car Club of America (SCCA) pour les berlines de stock d'exposition à Lime Rock Park, Connecticut - "The Car and Driver SS / Sedan Challenge". Bruce Cargill (représentant les lecteurs) a remporté le "Challenge I" en 1972 dans une Dodge Colt, et Patrick Bedard, écrivain exécutif de C & D, a remporté le "Challenge II" en 1973 dans une Opel 1900, le "Challenge III" été le bris d'égalité en 1974.
Le 12 octobre 1974, la Vega GT no 0 de 1973 de C&D, conduite par Bedard, "devançait chaque Opel, Colt, Pinto, Datsun, Toyota et Subaru sur la grille de départ [...] Elle avait fait le travail - cette Vega GT, face à 31 autres berlines de stock d'exposition bien entraînés, avait terminé premier.
Après que Bedard a acheté la Vega âgée de 1 an en Californie pour 1 900 $, l'ancien ingénieur de Chevrolet Doug Roe - un spécialiste de la Vega - lui a dit de «la remplir à peu près d'un litre. "Lorsque tu la fais tourner à plus de 5 000 tr/min, toute l'huile reste dans la tête et tu essuies les roulements. Et quelque chose doit être fait avec les évents de carter. Si tu ne le fais pas, il pompera toute cette huile dans l'admission." Roe a ajouté que 102 °C étaient normaux et que ce n'est qu'au-dessus de 110 °C que le moteur pourrait "exploser"[réf. nécessaire].
Bedard a déclaré: "Cinq tours avant la fin, j'ai découvert qu'une fois que le réservoir descendait au-dessous d'un quart plein, le carburant ne ramassait pas dans les virages à droite. Deux fois par tour, le carburateur serait momentanément sec. Et si cela ne suffisait pas, la sonde de température indiquait exactement 110 °C et une Opel blanche était sur ma piste aussi inébranlable qu'un missile à recherche de chaleur. Mais il était également clair que peu importe la qualité d'un pilote comme Don Knowles et quelle que soit la rapidité de son Opel, il ne s'en sortirait pas si la Vega restait simplement en vie. Ce qu'elle a fait. Il faut admirer une voiture comme ça. Si elle gagne, ce doit être la meilleure, sans écouter toutes les histoires d'horreur que vous entendez, certaines de moi.".